# Wilhelm Arnoldi (Bischof)

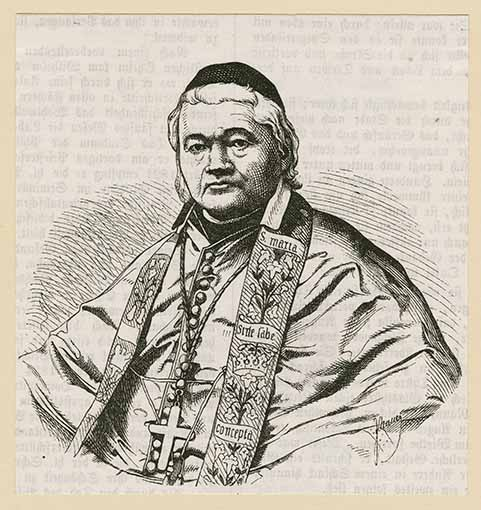
Wilhelm Arnoldi

Wilhelm Arnoldi (* 4. Januar 1798 in Badem bei Bitburg in der Eifel; † 7. Januar 1864 in Trier) war ein deutscher Geistlicher und Theologe. Von 1842 bis zu seinem Tod war er Bischof von Trier.

## Leben
Wilhelm Arnoldi besuchte das Priesterseminar in Trier und empfing 1821 die Priesterweihe. Als Professor der orientalischen Sprachen, biblischen Archäologie und Homiletik lehrte er am Trierer Priesterseminar. 1826 tauschte er seine Lehrtätigkeit gegen die Pfarrstelle in Laufeld in der Eifel, wurde aber schon 1831 als Stadtpfarrer nach Wittlich berufen. 1834 kehrte er als Domprediger und Domkapitular nach Trier zurück.
Seiner Wahl zum Bischof 1839 verweigerte die Regierung die Bestätigung, weil Arnoldi in der Frage der Mischehen als Regierungsgegner aufgetreten war. Erst nach einer zweiten Wahl am 21. Juni 1842 wurde er von Friedrich Wilhelm IV. als Bischof bestätigt. Am 17. September 1842 wurde er durch Erzbischof Johannes von Geissel zum Bischof von Trier geweiht. Zu seinem langjährigen Geheimsekretär machte er Nikolaus Knopp.
In seiner Amtszeit begünstigte er die Stiftung von Klöstern und stellte die Disziplin des Klerus wieder her. Großes Aufsehen erregte die Trierer Wallfahrt von 1844 zum im Trierer Dom ausgestellten und seit dem Mittelalter aufbewahrten „heiligen Rock Christi“, zu der Arnoldi aufgerufen hatte, welche den äußeren Anlass zur deutsch-katholischen Bewegung gab. Besonderes Interesse zeigte er für kirchliche Kunst.
Im Jahr 1855 nahm Arnoldi die Kirchweihe der neu errichteten Pfarrkirche St. Laurentius in Saarburg vor.
Am 24. September 1857 erfolgte die Konsekration der Pfarrkirche St. Nikolaus in Kottenheim.
Nach einem Schlaganfall verstarb Bischof Arnoldi am 7. Januar 1864 in Trier.